# Skidåkning för rörelsehindrade

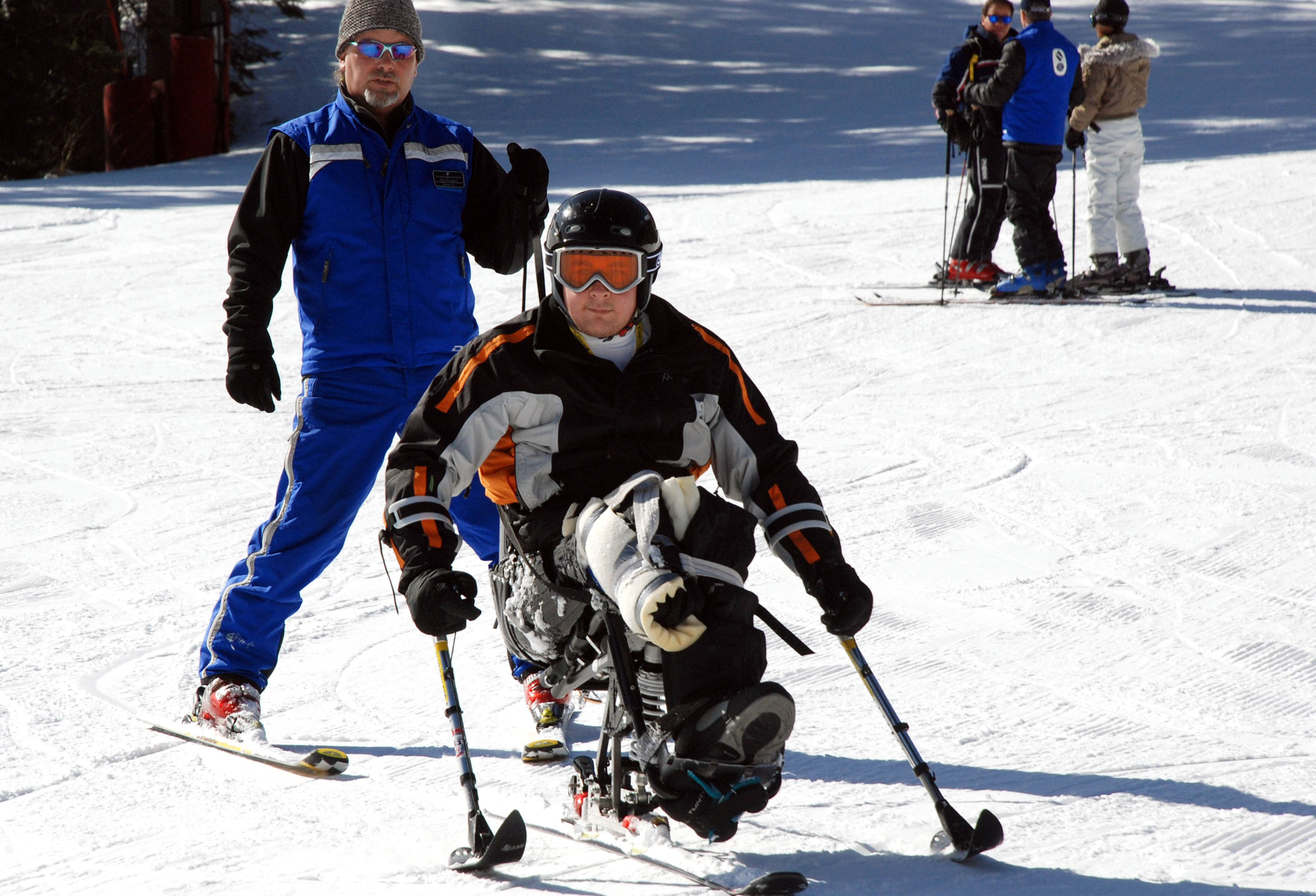
En sitski-åkare

Det finns flera olika system för skidåkning för funktionshindrade, såsom sitski, biski och skicart.

## Utförsåkning
Ett av de mer spridda systemen är sitski, ett system för utförsåkning för personer med rörelsehinder, där åkaren sitter i en sits som via en fjädrande ställning är försedd med en enda skida, liknande monoski. Istället för stavar har åkaren två så kallade "outriggers", korta stavar med kryckliknande överdel försedda med en skida nedtill. Skidan är uppfällbar så att den blir parallell med staven. På skidans slut finns taggar av metall som i uppfällt läge används för att staka sig fram. Sitski är en av grenarna i paralympiska spelen (handikapp-OS), och man tävlar i alla alpina grenar: störtlopp, super-G, storslalom, slalom och superkombination.
En biski liknar en sitski, men har två skidor som ställs på kant när sitsen lutas. En biski är stabilare än en sitski. För att få åka biski och använda liftar på egen hand krävdes tidigare en licens med sedan säsongen 2017-2018 är detta inte längre ett krav.
En skicart består av en sits, till formen liknande en gocart, monterad på fyra skidor som alla kan ställas på kant. Skikarten styrs och bromsas främst med de främre skidorna, via handspakar, fotpedaler eller en kombination. Skicarten är från början en svensk uppfinning, från början av 1980-talet . Eftersom skicarten inte kan fraktas i stollift utan kräver släplift (ankarlift eller knapplift) alternativt tolkning bakom snöskoter är den inte mycket spridd utanför Norden, där släpliftarna är vanligast. För skicart krävs licens för åkare och medåkare. 

## Längdskidåkning
Sittande längdskidåkning är en gren i paralympiska spelen.